# Districte de Neuchâtel

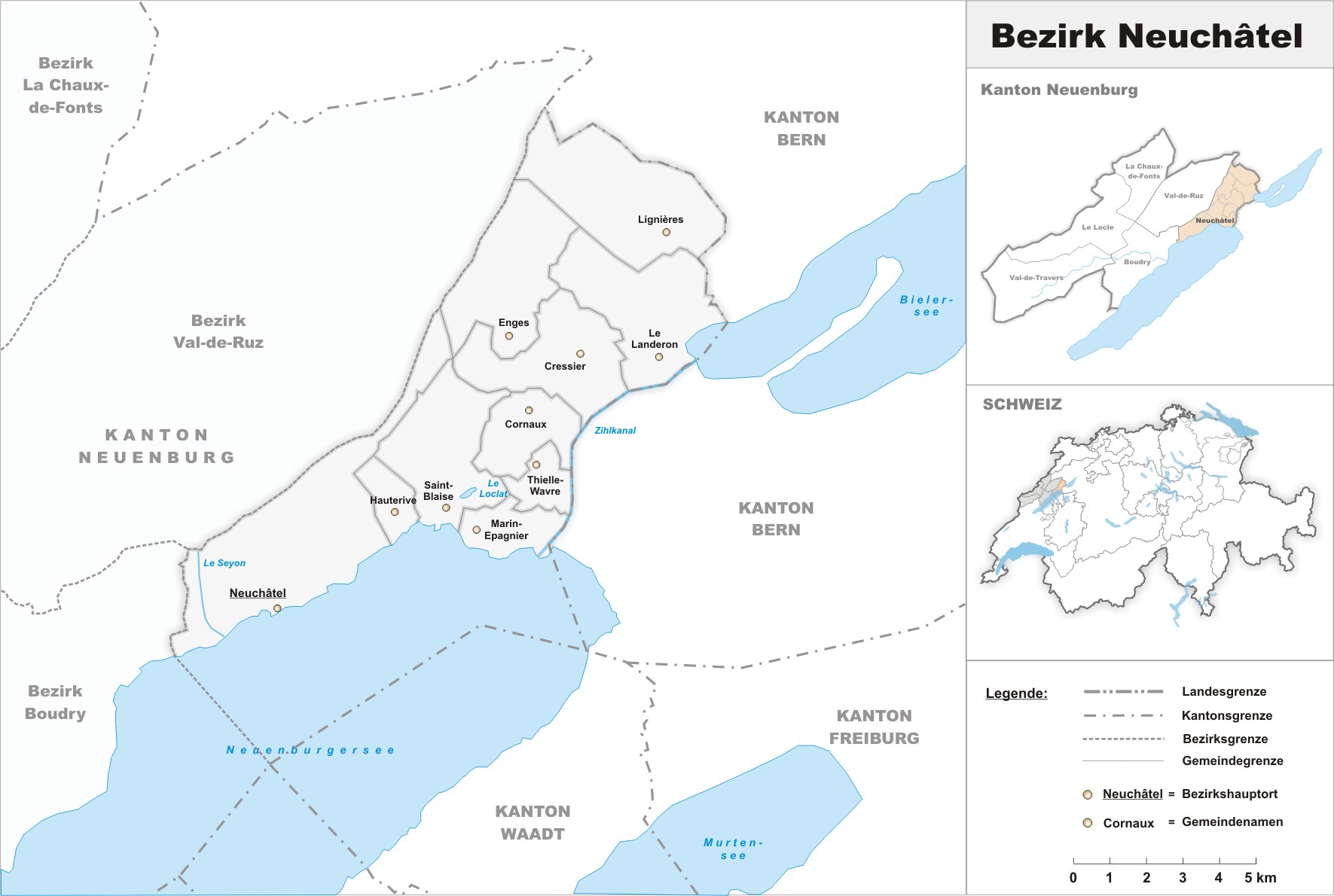
El districte de Neuchâtel

El districte de Neuchâtel  és un dels sis districtes del cantó de Neuchâtel (Suïssa). Té una població de 51689 habitants (cens de 2007) i una superfície de 80,02 km². Està format per 7 municipis i el cap del districte és Neuchâtel.

## Municipis
- Cornaux
- Cressier
- Enges
- Hauterive
- La Tène
- Le Landeron
- Lignières
- Neuchâtel
- Saint-Blaise